# Respiració aeròbica

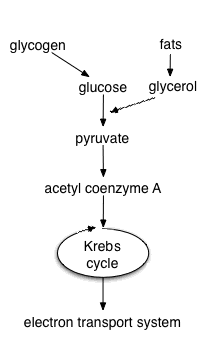
Esquema de la respiració aeròbica

La respiració aeròbica és un tipus de metabolisme energètic mitjançant el qual els éssers vius extreuen energia de molècules orgàniques, com la glucosa, per un procés complex en el qual el carboni és oxidat i l'oxigen procedent de l'aire és l'oxidant emprat. En altres variants de la respiració, molt rares, l'oxidant és distint de l'oxigen (respiració anaeròbica).
La respiració aeròbica és el procés responsable que la majoria dels éssers vius, denominats per això aerobis, requereixin oxigen. La respiració aeròbica és pròpia dels organismes eucarionts en general i d'alguns tipus de bacteris.
L'oxigen que, com qualsevol gas, travessa sense obstacles les membranes biològiques, travessa primer la membrana plasmàtica i després les membranes mitocondrials, sent en la matriu del mitocondri on s'uneix als electrons i protons (que sumats constitueixen àtoms d'hidrogen) formant aigua. En aquesta oxidació final, que és complexa, i en processos anteriors s'obté l'energia necessària per a la fosforilació de l'ATP.
En presència d'oxigen, l'àcid pirúvic, obtingut durant la fase primera anaeròbia o glicòlisi, és oxidat per a proporcionar energia, diòxid de carboni i aigua.
La reacció química global de la respiració és la següent:

## Etapes de la respiració aeróbica
Per a facilitar-ne l'estudi, la respiració aeròbia s'ha subdividit en les següents etapes:

### Glicòlisi
Durant la glicòlisi, una molècula de glucosa és oxidada i escindida en dues molècules d'àcid pirúvic (piruvat). En aquesta ruta metabòlica s'obtenen dues molècules netes d'ATP i es redueixen dues molècules de NAD+; el nombre de carbonis es manté constant (6 en la molècula inicial de glucosa, 3 en cadascuna de les molècules d'àcid pirúvic). Tot el procés es realitza en el citosol de la cèl·lula.
La glicerina (glicerol) que es forma en la lipòlisi dels triacilglicerols s'incorpora a la glicòlisi a nivell del gliceraldehid 3 fosfat.
La desaminació oxidativa d'alguns aminoàcids també rendeix piruvat, que tenen la mateixa destinació metabòlica que l'obtingut per glicòlisi.

### Descarboxilació oxidativa de l'àcid pirúvic
L'àcid pirúvic penetra en la matriu mitocondrial on és processat pel complex enzimàtic piruvat deshidrogenasa, el qual realitza la descarboxilació oxidativa del piruvat; descarboxilació perquè s'arrenca un dels tres carbonis de l'àcid pirúvic (que es desprèn en forma de CO₂) i oxidativa perquè, al mateix temps se li arrenquen dos àtoms d'hidrogen (oxidació per deshidrogenació), que són captats pel NAD+, que es redueix a NADH. Per tant; el piruvat es transforma en un radical acetil (-CO-CH3, àcid acètic sense el grup hidroxil) que és captat pel coenzim A (que passa a acetil-CoA), que és l'encarregat de transportar-ho al cicle de Krebs.
Aquest procés es repeteix dues vegades, una per a cada molècula de piruvat en què es va escindir la glucosa.

### Cicle de Krebs
El cicle de Krebs és una ruta metabòlica cíclica que es duu a terme en la matriu mitocondrial i en la qual es realitza l'oxidació dels dos acetils transportats per l'acetil coenzima A, provinents del piruvat, fins a produir dues molècules de CO2, alliberant energia en forma utilitzable, és a dir poder reductor (NADH, FADH₂) i GTP.
Per a cada glucosa es produeixen dues voltes completes del cicle de Krebs, atès que s'havien produït dues molècules d'acetil coenzima A en el pas anterior; per tant es guanyen un total de dos GTPs i s'alliberen quatre molècules de CO₂. Aquestes quatre molècules, sumades a les dues de la descarboxilació oxidativa del piruvat, fan un total de sis, que és el nombre de molècules de CO₂ que es produeixen en la respiració aeròbica (vegeu equació general).

### Cadena respiratòria i fosforilació oxidativa
Són les últimes etapes de la respiració aeròbica i tenen dues finalitats bàsiques:
1. Reoxidar les coenzims que s'han reduït en les etapes anteriors (NADH i FADH₂ amb la finalitat que estiguin de nou lliures per a acceptar electrons i protóns de nous substrats oxidables.
2. Produir energia utilitzable en forma d'ATP.

Aquests dos fenòmens estan íntimament relacionats i acoblats mútuament. Es produeixen en una sèrie de complexos enzimàtics situats (en eucariotes) en la membrana interna del mitocondri; quatre complexos realitzen l'oxidació dels esmentats coenzimas transportant els electrons i aprofitant la seva energia per a bombar protons des de la matriu mitocondrial fins a l'espai intermembrana. Aquests protons solament poden tornar a la matriu a través de l'ATP sintasa, enzim que aprofita el gradient electroquímic creat per a fosforilar l'ADP a ATP, procés conegut com a fosforilació oxidativa.
Els electrons i els protons implicats en aquests processos són cedits definitivament l'O₂ que es redueix a aigua. Cal destacar que l'oxigen atmosfèric obtingut per ventilació pulmonar té com única finalitat actuar com acceptor final d'electrons i protons en la respiració aeròbia.